# Grace Passô
Grace Passô, född 1980 i Belo Horizonte, är en brasiliansk skådespelare, teaterledare och dramatiker. Hon är före detta medlem av teaterensemblen Espanca! som hon var med om att bilda 2004. Hon arbetade i gruppen under drygt åtta års tid. Hon gav bland annat regi åt pjäserna Amores surdos ('Döva kärlekar'), Por Elise ('För Elise'),  Os ancestrais ('Förfäderna'), hos Grupo Teatro Invertido, och Os bem-intencionados ('De med goda föresatser), hos Grupo LUME.
2005 och 2006 belönades hon med APCA-priset (för teatermanus) respektive "Prêmio Shell".

## Utmärkelser
- 2005 - APCA-priset för texten till Elise, kategorin bästa dramaturgi[1]
- 2006 - Prêmio Shell de teatro[1]

## Källhänvisningar
- Grace Passô på Internet Movie Database (engelska)

1. 1 2 3 4  ”Depois do APCA, "Por Elise" leva prêmio Shell de Teatro”. Folha.uol.com.br, 2006-04-19. Läst 25 september 2014. (portugisiska)
2. ↑  "Moreno, Newton (1968)". Arkiverad 8 maj 2015 hämtat från the Wayback Machine. Enciclopédia Itaú Cultural - Teatro. Läst 25 september 2014. (portugisiska)
3. ↑  "Oficinas Culturais do Estado de São Paulo". Arkiverad 8 december 2015 hämtat från the Wayback Machine. Oficinasculturais.org.br, 2013-06-20. Läst 25 september 2014. (portugisiska)